# Српска традиционална музика
Српска традиционална музика представља историјски преглед српске националне музичке историје и праксе.
Негде дубоко у вековима на извору српског народа потекла је и песма. Певало се у свим приликама, нарочито при раду. Песме су настајале тако што би зачеле у некој души а касније настављале свој живот путујући од грла до грла, од срца до срца... мењајући се полако и пролазећи кроз многе унутрашње шаке добијале су свој беспрекоран и племенито прост облик пун сажетог и концентрованог емотивног положаја душе једног народа. Овакав вид народне песме јавља се у свим деловима света, али посебан и атмосферски јединствен облик народне песме јавља се у душама народа посејаним на пољима Балкана. Пре свега мисли се на земље Босне и Херцеговине, Црне Горе, Србије, Македоније и Бугарске. Словенски дух осећа се у песмама многих крајева захваљујући неприступачности и забачености села у којима је живео и радио прост народ неке песме су се до данас очувале нетакнуте и непромењене.

## Порекло
Неки етномузиколози сматрају да неке песме, што сама њихова садржина каже, датирају чак из времена много пре покрштавања Срба и других јужних Словена. Песме често певају о паганским обредима и о обичајима који су се у неким облицима у српском народу одржали до данас. У градској музици дубоке трагове оставиле су многе културне војске које су марширале под овим небом, ипак кратка и јака емотивна снага у речима песме дала је основну препознатљиву црту. Ону која потврђује балканску душу која пева тачно из срца. Поетика јужнословенске душе најбоље и најјасније видљива је у традиционалним песмама. Честе теме су ропство, јунаштво, забрањена љубав, плач мајке сестре или љубе за сином братом, драганом, који је у ропству или је погинуо у боју. постоје и обичајне и обредне песме. које певају о жетви, моби, прелу, о игрању и певању.

## Особености
Шароликост песама је велика, сваки крај има свој карактеристичан напев, чак и тематику и ритам. Клијањем и листањем православног хришћанства у текстове песама доспевају и духовне теме, мада се чешће само помињу имена Господа Исуса Христа, Богородице и светитеља... а да је тематика песме заправо нешто друго. Укорењивање великих Хришћанских празника родило је у народу Васкршње, Божићне, Лазаричке и друге песме.
Једноставну простодушну песму прате исти такви инструменти. У Српском и осталим братским народима свако музицирање зове се свирка. Најчешће се срећу један или два свирача ређе неколико. у градовима су се под утицајем Оријента окупљали мали састави тзв. чалгије посебно у јужним крајевима. Свирачи су сами израђивали инструменте и темперовали их отприлике по слуху, а када би свирали заједно користили би два приближно иста инструмента. Неки мајстори знали су да установе неки стандард тзв. калуп и правили по њему инструменте стално усавршавајући калуп.

## Инструменти
Инструменти који су највише свирани су свирале (фрула, свирка), гајде, двојанке, двојнице које су заједно са гуслама карактеристичне за ово поднебље. У неким крајевима свирају се разни облици тамбура, претпоставља се да су се одомаћиле након доласка са истока. По некима прошириле су се по Балкану из Византије, а по некима доласком и уласком Турака. Некада је најомиљенија тамбура у народу била тамбура самица из породице дуговратих тамбура. У Срба и других балканских народа јавља се у више облика и назива. Шаргија, дангубица, ћителија, самица, саз, сродни су инструменти у разним крајевима са различитим начином штимовања и бројем жица. Тамбуре су ипак ређе свиране од гусала и аерофоних инструмента. На југу су биле веома популарне, одакле су миграцијом становништва одомаћене у разним крајевима.
На југу заправо на подручју Косова и Метохије пастири су свирали на кавалима, који су веома заступљени и у Македонији и Бугарској.
Од осталих инструмената народ је волео да свира и прави дипле, ћемане, гусле, лејке, кланете, цеваре, шупељке, дудуке(фруле). Од ударачких инструмената најомиљенији су гоч (тапан), даире, тарабука, деф. На југу осетан је утицај оријенталне културе, како у свирању тако и у певању. На западу пак специфично за Балкан певају се песме у секундама, грокталице, розгалице. У Србији карактеристично је грлено певање. Постоје песме које се певају на глас (јако продорно), и песме на бас.

## Очување
Захваљујући етномузиколозима и свима који су снимили и записали песме и свирке од аутентичних народних певача и свирача, данас је највећи број песама сачуван и опет се са буђењем националне свести која је у одређеним политичким периодима била помућена, поново преноси са колена на колено. Срећна околност је што утицај Запада и тврде хармонизације није био толико јак, те се велик број песама сачувао у свом изворном модалном облику. Сигурно и срећни заостатак у многим прогресима фактор је коме треба захвалити што усмена традиција није изумрла и песма као предање у неким крајевима живи и данас. жудња за модерним тековинама довела је до тога да многе европске земље изгубе доста од изворишта своје музике. Многа искушења и тешка прошлост народа Балкана довела је до очувања духа заједнице и учинила балканске земље можда највећим чуварима традиционалне свирке и песме.